# Ренато Брунетта
Ренато Брунетта (італ. Renato Brunetta; нар. 26 травня 1950, Венеція) — італійський політик, міністр державного управління та інновацій з 2008 по 2011 рр.

## Життєпис
Він вивчав політологію в Університеті Падуї. Після закінчення університету займався науковою роботою. У 80-х Брунетта був професором Університету Венеції IUAV, а до середини 90-х рр. — в Римському університеті Тор Вергата.
З 1985 по 1989 рр. він обіймав посаду заступника голови Комітету з питань праці та соціальної політики Організації економічного співробітництва та розвитку. Він також займав посаду представника міністра праці з питань зайнятості. Публікувався у Il Sole 24 Ore і Il Giornale.
Він належав до Італійської соціалістичної партії. У 80-х і 90-х рр. працював радником прем'єр-міністрів (Беттіно Краксі, Джуліано Амато і Карло Адзеліо Чампі).
У середині 90-х рр. приєднався до партії Сільвіо Берлусконі «Вперед, Італія». Депутат Європейського парламенту з 1999 по 2008 рр. Член Палати депутатів з 2008 р.